# Albert Bachofner
Albert Bachofner – szwajcarski strzelec, medalista mistrzostw świata.

## Życiorys
Był związany z Zurychem. W 1946 roku podczas mistrzostw Szwajcarii zajął 10. miejsce w karabinie w trzech postawach.
Bachofner raz w swojej karierze zdobył medal mistrzostw świata. Wraz z kolegami z reprezentacji zajął trzecie miejsce w karabinie dowolnym leżąc z 50 i 100 m podczas turnieju w 1949 roku (skład reprezentacji: Albert Bachofner, Robert Bürchler, Georg Clavadetscher, Emil Grünig, Otto Horber). Jego wynik był trzecim rezultatem w szwajcarskiej drużynie (o dwa punkty lepszy był Clavadetscher, zaś o jeden punkt Bürchler).

## Medale mistrzostw świata
Opracowano na podstawie materiałów źródłowych:
| Mistrzostwa       | Konkurencja                                  | Wynik                             | Miejsce |
| ----------------- | -------------------------------------------- | --------------------------------- | ------- |
| Buenos Aires 1949 | Karabin dowolny leżąc, 50 i 100 m, drużynowo | 2933 pkt. (druż.) 587 pkt. (ind.) |         |